# Betta kuehnei
Betta kuehnei is een straalvinnige vissensoort uit de familie van de echte goerami's (Osphronemidae). De wetenschappelijke naam van de soort is voor het eerst geldig gepubliceerd in 2008 door Schindler & Schmidt.